# Alan Jackson
Alan Eugene Jackson (Newnan, 17 ottobre 1958) è un cantautore statunitense che nella sua carriera ha venduto oltre 50 milioni di dischi.
Ha inciso dodici album in studio e diverse compilation, tutti con etichetta Arista Nashville. Più di cinquanta dei suoi singoli hanno raggiunto la Top 30 nelle classifiche stilate da Billboard, mentre venticinque hanno raggiunto la posizione numero uno. In carriera fu insignito di molteplici premi. Jackson è anche un membro del Grand Ole Opry e nel 2001 è entrato a far parte della Georgia Music Hall of Fame.

## Biografia

### Infanzia
Jackson è nato a Newnan (Georgia) da Eugene Jackson e Ruth Musick ed ha quattro sorelle più anziane. Come molti giovani, Jackson ascoltava musica gospel. Grazie ad un suo amico che lo ha avvicinato alla musica di Gene Watson, John Anderson e Hank Williams Jr., terminati gli studi, ha iniziato a suonare.

### Carriera
Trasferitosi con la moglie a Nashville, in Tennessee, Jackson ottenne un lavoro con The Nashville Network (TNN). Il suo primo album è stato New Traditional, pubblicato nel 1987 dall'Americana Records. Includeva i brani W. Lee O'Daniel And The Light Crust Dough Boys, They Call Me A Playboy, Just Forget It, Son e Merle and George.
Il suo secondo album, ma primo ufficialmente, fu Here in the Real World, pubblicato dall'Arista Records nel 1989. Ebbe un notevole successo come A Lot About Livin' (And a Little 'bout Love) pubblicato nel 1992. Nello stesso anno vennero pubblicati tre singoli coideati da Jackson e Randy Travis e pubblicati nell'album High Lonesome  di quest'ultimo: Forever Together, Better Class of Losers e I'd Surrender All. Invece, il singolo She's Got the Rhythm (And I Got the Blues) co-ideato da Travis/Jackson fu pubblicato nell'album A Lot About Livin' (And a Little 'bout Love).
Nel 1994 Jackson lasciò la sua società di gestione, ”Ten Ten Management”, che aveva supervisionato la sua carriera fino a quel punto, per passare a Gary Overton.
È stato in questo periodo che Jackson ha iniziato a conquistare fama anche per la sua abilità di scrittura dei testi. Altri artisti statunitensi hanno co-ideato delle opere con Jackson. Alcuni tra essi sono Clay Walker ("If I Could Make a Living"), Chely Wright ("Till I Was Loved By You") e Faith Hill ("I Can't Do That Anymore").
Alan Jackson: The Greatest Hits Collection è stata pubblicata il 24 ottobre 1995. Il disco contiene 17 canzoni, e la canzone Home dal suo secondo album che non è mai stato pubblicato come singolo.
Dopo il cambiamento tendente alla musica Rock/Pop intrapreso dalla musica country nel 2000, lui e George Strait criticarono apertamente ciò nel brano Murder on Music Row. Il testo del brano dice "qualcuno ha ucciso la musica country, le Steel Guitars sono sparite, non si sentono più i violini suonare, coperti dai suoni assordanti di batteria e chitarre elettriche rock che ti sbattono in faccia". Music Row è il distretto di Nashville dove si concentrano la maggior parte delle case discografiche e pseudonimo di Music Business. La canzone ha suscitato polemiche nella "MusicCityUSA" (La Città della Musica) pseudonimo di Nashville (Tennessee). Il brano è contenuto nell'album di George Strait Latest Greatest Hits del 2000. Il duo è stato invitato ad aprire il 2000 Accademia di Country Music Awards (ACMAs) con una performance di musica. Dopo gli attentati dell'11 settembre 2001, Jackson scrive "Where were you (when the world stopped turning)" come un tributo. La canzone è diventata un successo e in breve lo ha riportato sotto la luce dei riflettori.
Jackson ha pubblicato un album Natalizio, dal titolo Let It Be Christmas, il 22 ottobre 2002.
Jeannie Kendall lo ha contattato per fare un duetto, e ha suggerito la canzone Timeless e Vero Amore (2003).
Nei primi mesi del 2006, Jackson ha pubblicato il suo primo album di musica gospel Precious Memories. Ha inciso l'album su richiesta di sua madre, alla quale piaceva la musica religiosa.
Sempre nel 2006, pubblica l'album Like Red On A Rose. A differenza dei suoi precedenti album, Like Red On A Rose è stato prodotto da Alison Krauss. Pur essendo catalogato come "country" o "bluegrass", Like Red On A Rose tende più al jazz e al blues, tanto da indurre molti suoi fan a credere che Jackson avesse abbandonato il suo tradizionale stile Country.
Tuttavia nell'album successivo, Good Time, è ritornato al suono country tradizionale. L'album è stato pubblicato il 4 marzo 2008. Il primo singolo, Small Town Southern Man, è stato pubblicato in radio il 19 novembre.
Good Time, Country Boy e Sissy's Song sono stati pubblicati anche come singoli. Sissy's Song è dedicata ad un'amica di lunga data della famiglia Jackson (Leslie "Sissy" Fitzgerald), che aveva lavorato nella loro casa ogni giorno. Fitzgerald è rimasta vittima di un incidente in moto a metà del 2007.
Nel 2010 è stato pubblicato l'album Freight Train. Questo è il primo album di Jackson a non aver prodotto singoli nella Top 10. Sempre nel 2010, in occasione della chiusura del suo contratto discografico con la casa discografica Arista Nashville, pubblica la compilation 34 Numbers One, che include una cover, un singolo e un brano inediti di Jackson.
Il 5 giugno 2012 è stato pubblicato l'album Thirty Miles West.
Nel 2013 Jackson sperimenta le sonorità del bluegrass e della old time music in The Bluegrass Album senza però discostarsi dal solito stile country nashvilliano.
Il 17 giugno 2015 è stato pubblicato l'album Angels and Alcohol contenente 10 nuove tracce.

### Premi e riconoscimenti
Nel 1989 è stato nominato, per un totale di sei Country Music Association Awards (CMAS).
Inoltre è stato nominato per quattro CMAS 1994, compresi "Entertainer of the Year".
Jackson è diventato un membro del Grand Ole Opry nel 1991.
Jackson è stato il più nominato artista alla 29ª annuale TNN / Music City News Awards che è stato trasmesso dal 5 giugno al Grand Ole Opry House. Le sue sei nomination includevano migliore animatore, artista maschile, la collaborazione vocale, l'album, singoli e video (due nomination in questa categoria).
Nel 2002, CMAS, è di Jackson il record del maggior numero di candidature in un solo anno, dieci, passando da molti la canzone Where were you. Essa gli ha anche fatto ottenere il secondo posto per il maggior numero di candidature in carriera dopo George Strait. Where were you è stato anche nominato per il Grammy come "Song of the Year" (canzone dell'anno). Della canzone è stata anche successivamente realizzata una parodia nell'episodio di South Park Una scala per il cielo.
Al 2003 Accademia di Country Music Awards, Jackson ha vinto Album of the Year e Video of the Year per il video di Drive (Per Daddy Gene).
Jackson è entrato nella Georgia Music Hall of Fame il 22 ottobre 2001 ad Atlanta.
Uno dei concerti più famosi di Jackson, da cui è stato tratto un album live, è sicuramente quello del 2009 in cui ha partecipato all'AquaPalooza svoltosi presso il Lake Martin in Alabama. All'esibizione, con palco affacciato direttamente sull'acqua ed accessibile unicamente con imbarcazione, parteciparono circa 35 000 persone con 4 000 barche.

## Discografia
Album Studio
- New Traditional (1987)
- Here in the Real World (1990)
- Don't Rock the Jukebox (1991)
- A Lot About Livin' (And a Little 'bout Love) (1992)
- Who I Am (1994)
- Everything I Love (1996)
- High Mileage (1998)
- When Somebody Loves You (2000)
- Drive (2002)
- What I Do (2004)
- Like Red on a Rose (2006)
- Good Time (2008)
- Freight Train (2010)
- Thirty Miles West (2012)
- The Bluegrass Album (2013)
- Angels and Alcohol (2015)
- Where Have You Gone (2021)

Raccolte
- The Greatest Hits Collection (1995)
- Greatest Hits Volume II (2003)
- 16 Biggest Hits (2007)
- Songs Of Love and Heartache (2009)
- 34 Number Ones (2010)

Album Live
- Live at The Ernest Tubb (1996)
- Live at Texas Stadium (feat. George Strait, Jimmy Buffett) (2007)
- CMT Invitation Only (2008)
- Live at AquaPalooza (2009)

Album natalizi
- Honky Tonk Christmas (1993)
- Let It Be Christmas (2002)

Album Gospel
- Precious Memories (2006)
- Precious Memories Volume II (2013)

Album di cover
- Under the Influence (1999)